# تبلیغات هدفمند

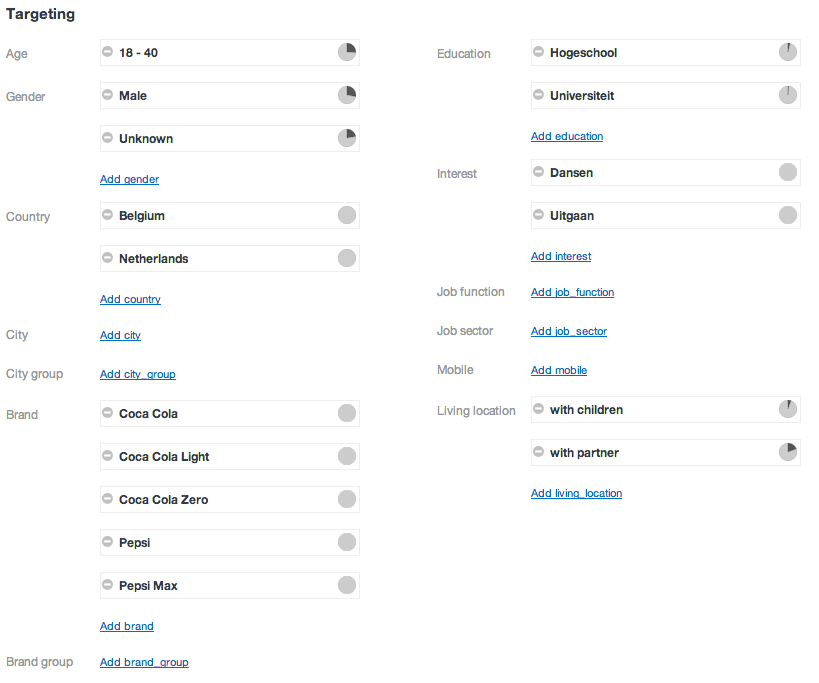
نمونه‌ای از هدف‌گذاری در یک سیستم تبلیغات آنلاین

تبلیغات هدفمند (به انگلیسی: Targeted advertising) در واقع شامل تبلیغاتی است که چه به صورت آنلاین و چه به صورت آفلاین، براساس بخش‌بندی بازار مخاطبانی را با ویژگی‌های مهم هدف قرار می‌دهد تا بتوانید بهترین نتیجه را بگیرید. این ویژگی‌ها می‌توانند جمعیت‌شناختی با تمرکز بر نژاد، وضعیت اقتصادی، جنس، سن، نسل، سطح تحصیلات، سطح درآمد و اشتغال باشند، یا روان‌شناختی با تمرکز بر ارزش‌های مصرف‌کننده، شخصیت، نگرش، عقیده، سبک زندگی و علاقه.
یکی از مهمترین فرایندها در تبلیغات هدفمند بخش‌بندی بازار یا Market Segmentation است. این کار کمک می‌کند تا برای هر بخش محتوای سفارشی و شخصی‌سازی شده داشته باشید و بتوانید از منابعی که در اختیار دارید به درستی استفاده کنید.
شکل‌های سنتی تبلیغات، از جمله بیلبوردها، روزنامه‌ها، مجلات و کانال‌های رادیویی، به تدریج با تبلیغات آنلاین جایگزین می‌شوند. فضای فناوری اطلاعات و ارتباطات (ICT) اخیراً متحول شده‌است که منجر به تبلیغات هدفمند در تمام فناوری‌های ICT مانند وب، IPTV و محیط‌های موبایل شده‌است. در تبلیغات نسل بعدی، اهمیت تبلیغات هدفمند به شدت افزایش خواهد یافت، زیرا در کانال‌های متعدد ICT به‌طور منسجم پخش می‌شود.
با ظهور کانال‌های آنلاین جدید، نیاز به تبلیغات هدفمند در حال افزایش است، زیرا شرکت‌ها قصد دارند تبلیغات هدر رفته را با استفاده از فناوری اطلاعات به حداقل برسانند. اکثر تبلیغات رسانه‌های جدید هدفمند در حال حاضر از پراکسی‌های مرتبه دوم برای اهداف استفاده می‌کنند، مانند ردیابی فعالیت‌های وب آنلاین یا تلفن همراه مصرف‌کنندگان، مرتبط کردن جمعیت‌شناسی مصرف‌کننده صفحه وب تاریخی با دسترسی به صفحه وب مصرف‌کننده جدید، استفاده از یک کلمه جستجو به عنوان مبنای علاقه ضمنی، یا تبلیغات متنی

## اهمیت
بدون شک مدیران و سازمان‌ها از صرف هزینه در برنامه‌های تبلیغاتی دنبال خروجی‌های مطلوب هستند و از سوی دیگر منابعی که در اختیار بازاریاب‌ها و تیم‌های تبلیغات یک کسب و کار قرار دارد، محدود است. ضمن اینکه هیچ‌کس نمی‌تواند بدون هدف کار کند و اگر نتوانید به درستی محتوای تبلیغاتی خود را به مخاطبان هدف برسانید، بدون شک نه تنها اسیر فرایندهای بی‌نتیجه و فرسایشی می‌شوید، بلکه منابع تمام شده و باید منتظر شکست سخت کسب‌وکار باشد.

## مزایا
- بیشترین منافع به مصرف‌کننده می‌رسد: یکی از مهم‌ترین مزایای تبلیغات هدفمند این است که بیشترین منفعت نصیب مشتری و مصرف‌کننده می‌شود. نیاز آن‌ها به درستی برطرف می‌شود و چیزی را دریافت می‌کنند که به آن‌ها ارتباط داشته و مورد علاقه‌شان است.
- اثربخشی بالای تبلیغات هدفمند: در طرف مقابل کسب‌وکارها و تبلیغ‌دهندگان نیز از هدفمند و هوشمند بودن برنامه‌های خود منفعت زیادی کسب می‌کنند. کمپین‌های آن‌ها اثربخشی بیشتری دارند، منابع آن‌ها به درستی صرف می‌شود، هزینه تبلیغات‌شان کاهش می‌یابد، نرخ بازگشت سرمایه (ROI) بهتری دارند، فروش آن‌ها بالاتر رفته و در نهایت مشتریان راضی و وفادارشان بیشتر می‌شود.[۴]